# Mü-Yap
Mü-Yap (тур. Bağlantılı Hak Sahibi Fonogram Yapımcıları Meslek Birliği) — Турецьке товариство фонографічної промисловості) головна організація, що представляє індустрію звукозапису Туреччини. Є членом IFPI.

## Історія
Заснований у 2000 році. У 2010 році взяв участь у закритті Fizy — популярного потокового онлайн-сервісу, через порушення авторських прав. Наприкінці 2012 року після відкриття цифрового музичного магазину ITunes, багато продюсерів вимагали від Mü-Yap збільшення цифрових прав на користь Apple. Цей крок вважався кінцем монополії Mü-Yap на цифрову музику. На загальній зустрічі Mü-Yap у 2013 році оголосила про вихід з цифрового ринку.

## Сертифікації
Починаючи з 2003 року, сертифікує опубліковані праці відповідно до продажів записів як «Mü-Yap Music Awards». Крім того, 10 найбільш завантажувальних пісень року нагороджуються «Digital Awards». Також існує спеціальна нагорода імені турецького продюсера Яшара Кекеви.
| Рік         | Золотий     | Платиновий  | Діамантовий |
| Вітчизняний | Вітчизняний | Вітчизняний | Вітчизняний |
| ----------- | ----------- | ----------- | ----------- |
| 2003–2005   | —           | —           | 300,000     |
| 2006–       | 100,000     | 200,000     | 300,000     |
| Іноземний   |             |             |             |
| 2003–2005   | —           | —           | 20,000      |
| 2006–       | 5,000       | 10,000      | 20,000      |